# 捏造ファイル
捏造ファイル（ねつぞうファイル）とは全く意味の示さないファイル（ダミーファイル・又はごみファイルとも言う）の総称。または本来あるファイル名称とは全く違う意味のものが入ったファイルの事を言う（例 「○○○.avi」→「○○○.exe」など拡張子が異なるファイルなど）。
捏造ファイルは本来のファイルの役割を偽装したファイルも存在し、その中には悪質なコンピュータウイルスやワームなどが混入されていることが多い。

## 捏造ファイルの存在意義
捏造ファイルが日常の役務で使われることはまずないが、ユーザが一定数存在するWinnyやShare等といったファイル共有ソフトやファイル交換ソフトネットワーク上などにおいては、これら捏造されたファイルを意図的に『放流』する事によって、映画・アニメ・音楽等の著作権違法ファイルの流通を妨害する効果を期待している。この場合、数百MBから数GBほどのデータ量を持つ捏造ファイルが作られる。
もちろん、これらのファイルをダウンロード・共有しても視聴や実行はできないので、共有したユーザらに徒労感を与える・またはファイル共有ソフトで映画などを違法にダウンロードしようとする意気を失わせるなどの効果が、期待される。また、これらの捏造ファイルを作成するツールが、数種ほど存在する。

## 捏造ファイルを作成するツール
- ねつ造くん
- ねつ造くんたす
- P2P-DESTROYER